# بخش مدیسون (شهرستان فایت، اوهایو)
بخش مدیسون (به انگلیسی: Madison Township) یک منطقهٔ مسکونی در ایالات متحده آمریکا است که در شهرستان فیت، اوهایو واقع شده‌است.
 بخش مدیسون ۹۲٫۵ کیلومتر مربع مساحت و ۱٬۱۲۲ نفر جمعیت دارد و ۲۷۷ متر بالاتر از سطح دریا واقع شده‌است.